# Municipio de Northeast Madison
El municipio de Northeast Madison  (en inglés: Northeast Madison Township) es un municipio ubicado en el condado de Perry, en el estado estadounidense de Pensilvania. Según el censo del año 2020, tiene una población de 831 habitantes.

## Geografía
El municipio de Northeast Madison se encuentra ubicado en las coordenadas 40°22′29″N 77°22′35″O / 40.37472, -77.37639.

## Demografía
Según la Oficina del Censo en 2000 los ingresos medios por hogar en la localidad eran de $37,125 y los ingresos medios por familia eran $45,000. Los hombres tenían unos ingresos medios de $31,500 frente a los $21,923 para las mujeres. La renta per cápita para la localidad era de $13,083. Alrededor del 19,1% de la población estaban por debajo del umbral de pobreza.